# Pantip Plaza

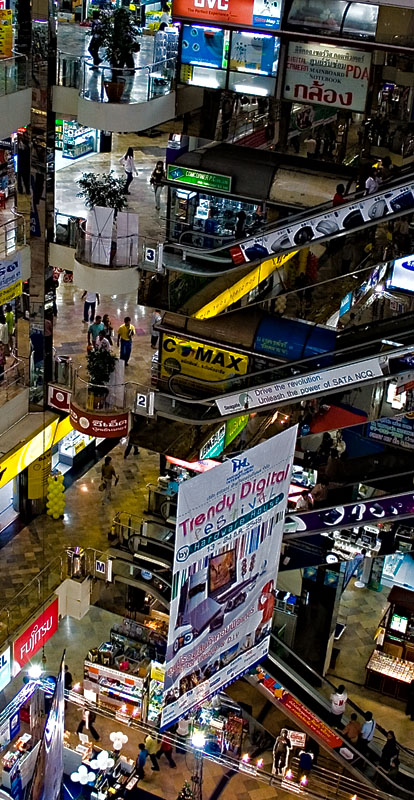

Pantip Plaza är ett fem våningar högt elektronikshoppingcenter i Bangkok, Thailand. Här säljs allt från piratkopierade datorprogram, filmer till begagnade Dell och IBM-maskiner. Här finns också restauranger med stort och varierat utbud.